# 평화자동차
평화자동차(平和自動車, 영어: Pyeonghwa Motors)는 조선민주주의인민공화국의 자동차 생산 및 판매 기업이다. 주식의 70%를 대한민국의 평화자동차(신한국가정연합)가, 30%를 조선민흥총회사가 소유하고 있다. 피아트에서 라이선스받은 소형차, 중국에서 라이선스받은 픽업 트럭과 SUV를 조립 판매한다. 조선민주주의인민공화국의 차량 생산, 구매, 중고차 판매를 독점하고 있으나, 시장 자체가 작아서 생산량이 많지 않다. 2003년에는 1만대 규모의 생산 설비를 갖추고도 314대 생산하였다.

## 연혁
- 1998년 4월 - 평화자동차 설립
- 2000년 1월 - 련봉과의 합작 투자가 발표되고 조선민흥총회사와 합작 시작
- 2002년 4월 - 남포에서 첫 번째 휘파람이 생산, 공장 건설을 위해 약 5천 5백만 달러를 지출했으며, 남포에서 첫 번째 생산라인이 완공되었고 첫 번째 휘파람이 생산되었다.
- 2004년 - 프리미오와 프론토가 소개되었고 생산을 시작하였다.
- 2009년 - 650대의 자동차 판매, 500,000 달러의 한국 송금으로 약 70만 달러를 벌었다.
- 2012년 - 박상권, 평화모터사장, 투자 종료를 위한 협상 시작.

## 생산 모델
2006년 여름부터 잡지를 통하여 광고하기 시작한 준마는 쌍용자동차 체어맨을 라이선스 생산한 차량이다. 같은 시기 중국의 한 업체와 라이선스 계약을 맺어서 밴을 생산하기 시작하였다. 2007년 휘파람 2를 생산하기 시작하였다. 2009년 최초로 이익이 생겼다고 발표하였다. 일부 차량은 베트남에 수출되었다.
과거 생산하였거나 현재 생산 중인 모델은 다음과 같다.
- 410 (조선민주주의인민공화국 판매, 1994년-2002년, 벤츠 W201 기반)
- 휘파람(조선민주주의인민공화국 판매, 2002년-, 피아트 팔리오 및 피아트 시에나 기반)
- 휘파람 Ⅱ (중화인민공화국 판매, 2005년-, 中华 俊杰 기반 (겉모습이 르노코리아자동차의 SM3와 유사)
- 휘파람 Ⅲ (중화인민공화국 판매, 2011년-, 피아트 리네아 기반)
- 휘파람 1516 (조선민주주의인민공화국 판매, FAW-Oley (CA7158) 기반)
- 휘파람 1607 (조선민주주의인민공화국 판매, FAW-Volkswagen Jetta (FV7160) 기반)
- 휘파람 1610 (조선민주주의인민공화국 판매, FAW besturn B50 (CA7165) 기반)
- 휘파람 1613 (조선민주주의인민공화국 판매, FAW-Volkswagen Jetta (FV7160) 기반)
- 휘파람 2005 (조선민주주의인민공화국 판매, Brilliance Zunchi (SY7201) 기반)
- 휘파람 2009 (조선민주주의인민공화국 판매, FAW Besturn B90 (CA7208) 기반)
- 준마 (조선민주주의인민공화국 판매, 2006년~2011년 쌍용 체어맨 기반 (부품은 평택에서 생산)
- 준마 1606 (조선민주주의인민공화국 판매, FAW Volkswagen Sagitar (FV7166) 기반)
- 준마 2008 (조선민주주의인민공화국 판매, FAW Volkswagen CC (FV7207) 기반)
- 파소 (Paso) 990 (베트남 판매, 2011년-, 동풍 미니 트럭 기반)
- 뻐꾸기 (조선민주주의인민공화국 판매, 2002년-, 피아트 도블로 기반 (겉모습이 닛산 큐브와 유사))
- 뻐꾸기 Ⅱ (조선민주주의인민공화국 판매, 2004년-, 丹东市区 曙光 기반 (겉모습이 테라칸과 유사))
- 뻐꾸기 Ⅲ (조선민주주의인민공화국 판매, 2004년-, 丹东市区 曙光 기반 (겉모습이 뉴 SM5와 유사))
- 뻐꾸기 4WD-A (베트남, 2009년-, 黄海 DD6490A 기반 (앞모습은 싼타페 2세대랑 유사, 뒷모습은 뉴 쏘렌토와 유사하다.)
- 뻐꾸기 4WD-B (베트남, 2009년-, 黄海 SG财神爷 기반)
- 뻐꾸기 1507 (조선민주주의인민공화국 판매, 그레이트 월 C20R (CC7152B) 기반)
- 뻐꾸기 1509 (조선민주주의인민공화국 판매, FAW Jilin Senya S80 (CA6412)기반)
- 뻐꾸기 2008 (조선민주주의인민공화국 판매, 중국 베이징 지프 (BJ2023) 기반)
- 뻐꾸기 2013 (조선민주주의인민공화국 판매, FAW besturn X80 (CA6462)기반)
- 뻐꾸기 2406 (조선민주주의인민공화국 판매, Great Wall Haval (CC6461K) 기반)
- 프리미오(Premio) DX (베트남 판매, 2004년-2009년, 黄海 DD1020A 기반)
- 프리미오 DX Ⅱ (베트남 판매, 2009년-, 黄海 DD1020H 기반)
- 프리미오 MAX (베트남 판매, 2004년-, 黄海 SG财神爷 기반)
- 프론토(Pronto) DX (베트남 판매, 2004년-2009년, 丹东市区 曙光 기반)
- 프론토 GS (베트남 판매, 2009년-, 黄海 DD6490A 기반)
- 삼천리 (중국 판매, 2005년-, 진베이 기반)
- 삼천리 0808 (조선민주주의인민공화국 판매, FAW Jilin Jiabao V52 (CA6371) 기반)
- 삼파 0104 (조선민주주의인민공화국 판매, Huanghai Plutus LWB (DD1030) 기반)
- 창전 0208 (조선민주주의인민공화국 판매, Huanghai Ruitu 기반)

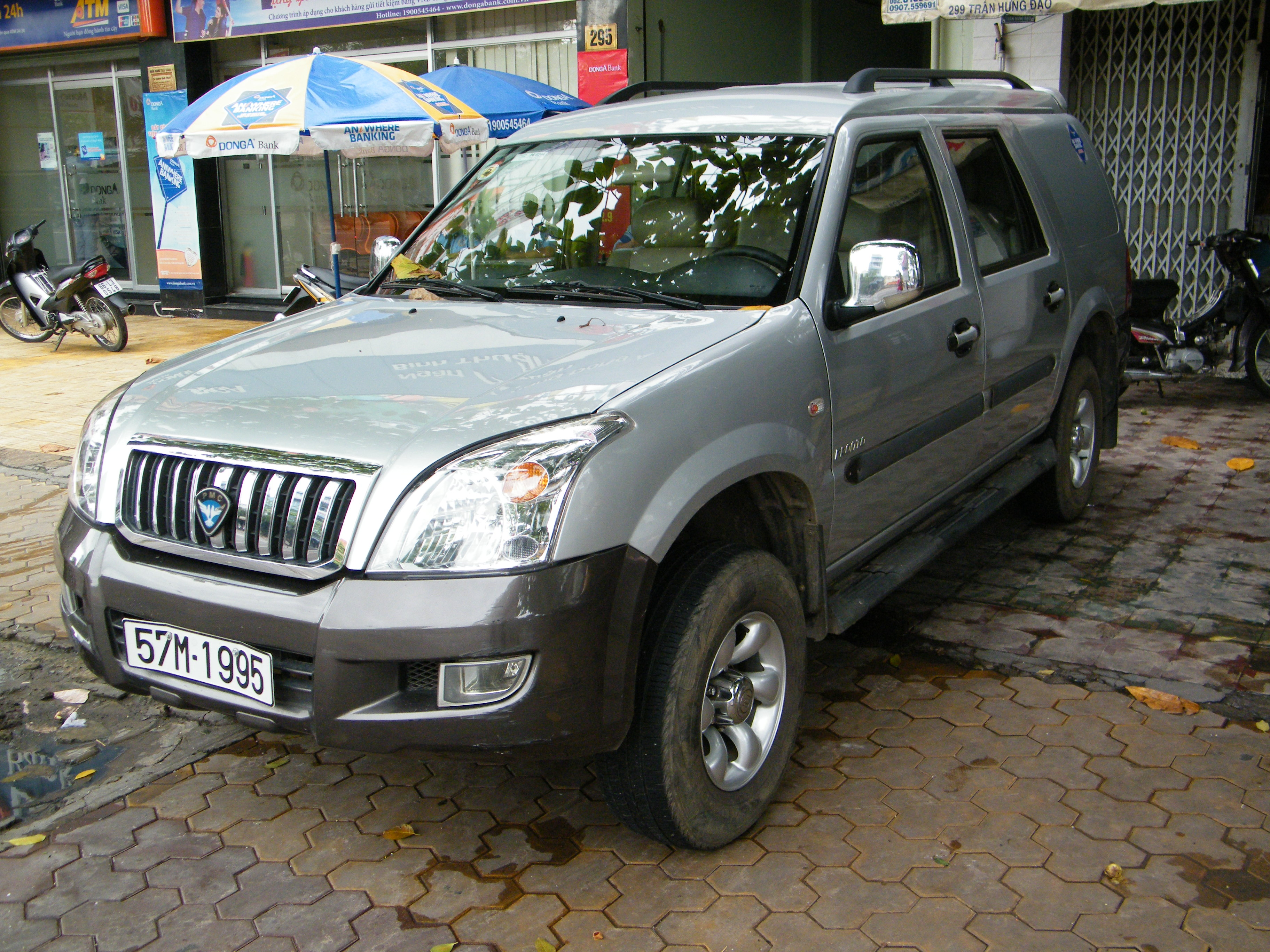
평화자동차 프론토 GS 정측면
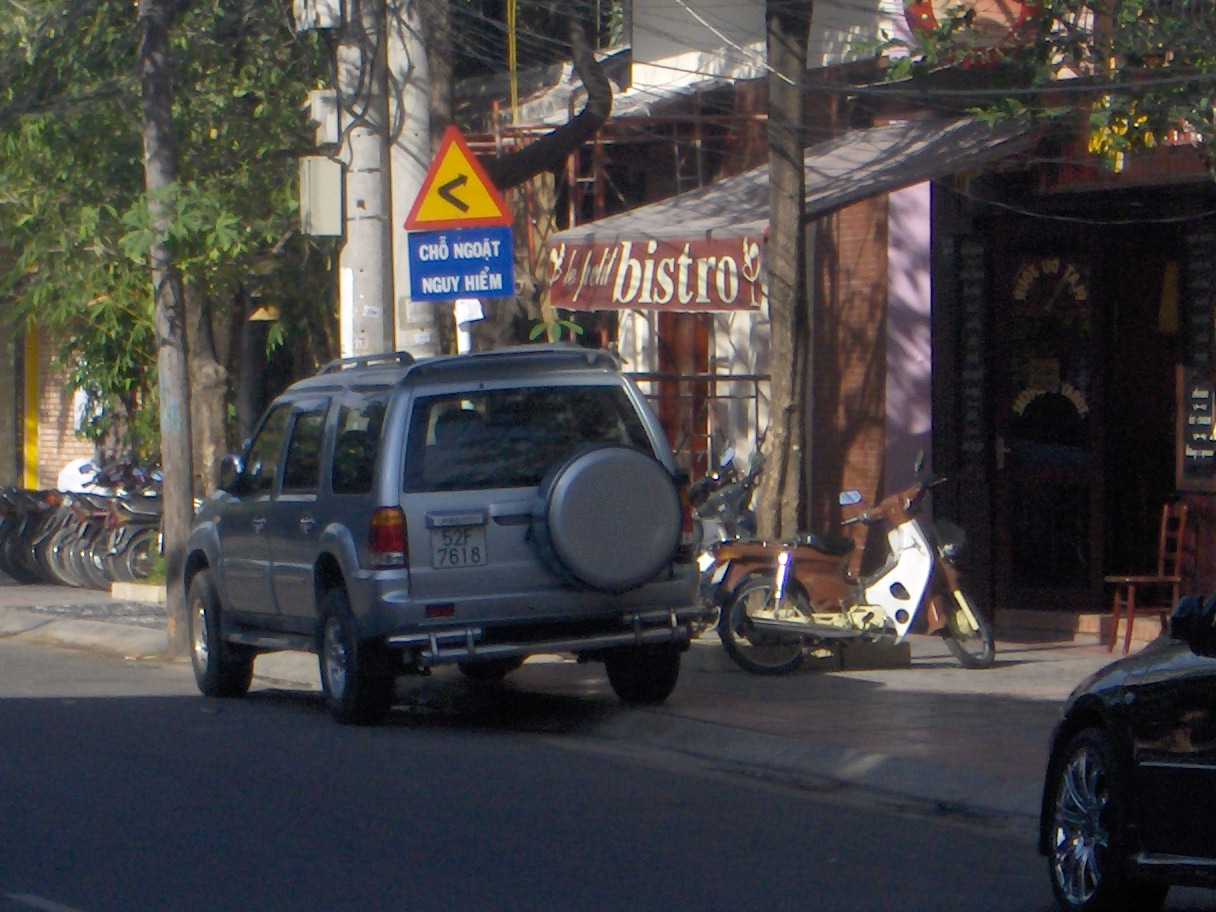
평화자동차 프론토 GS 후측면
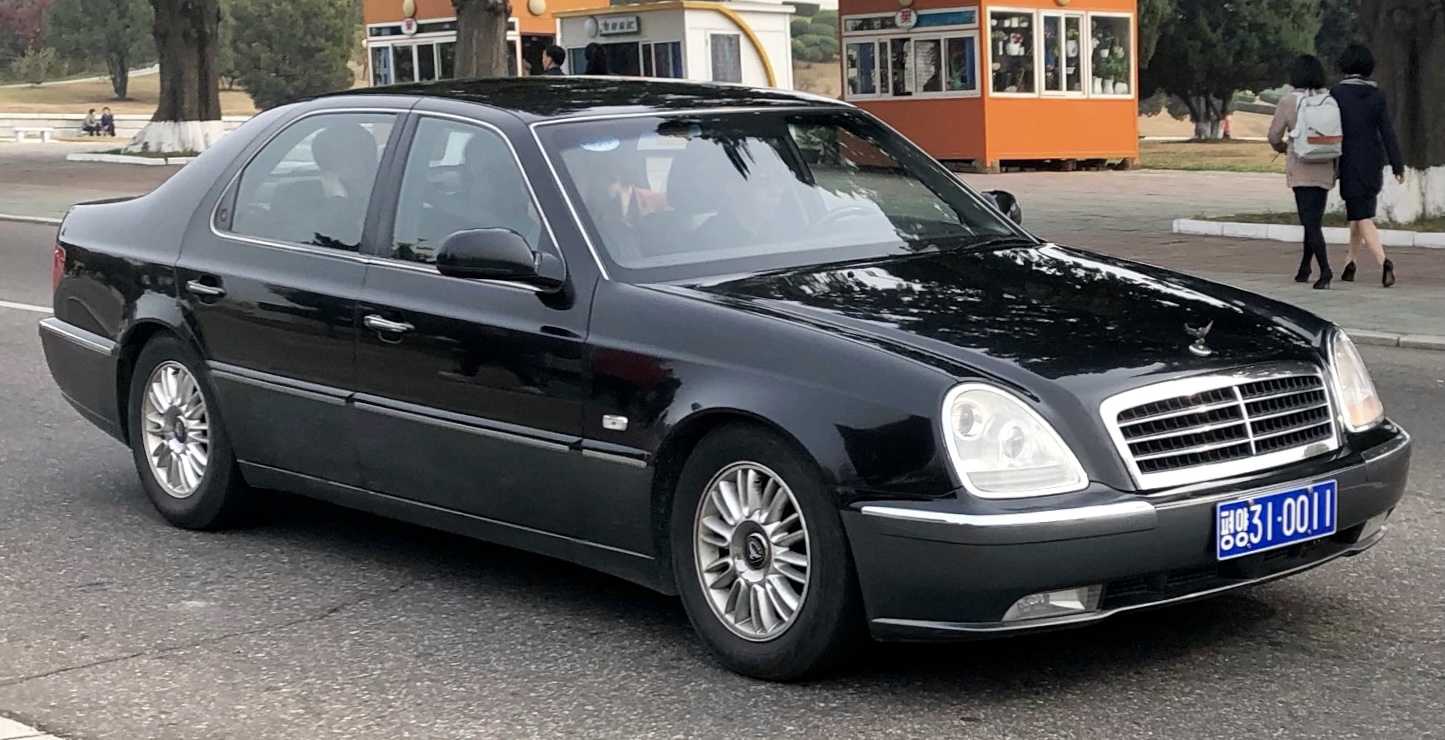
평화자동차 준마 정측면
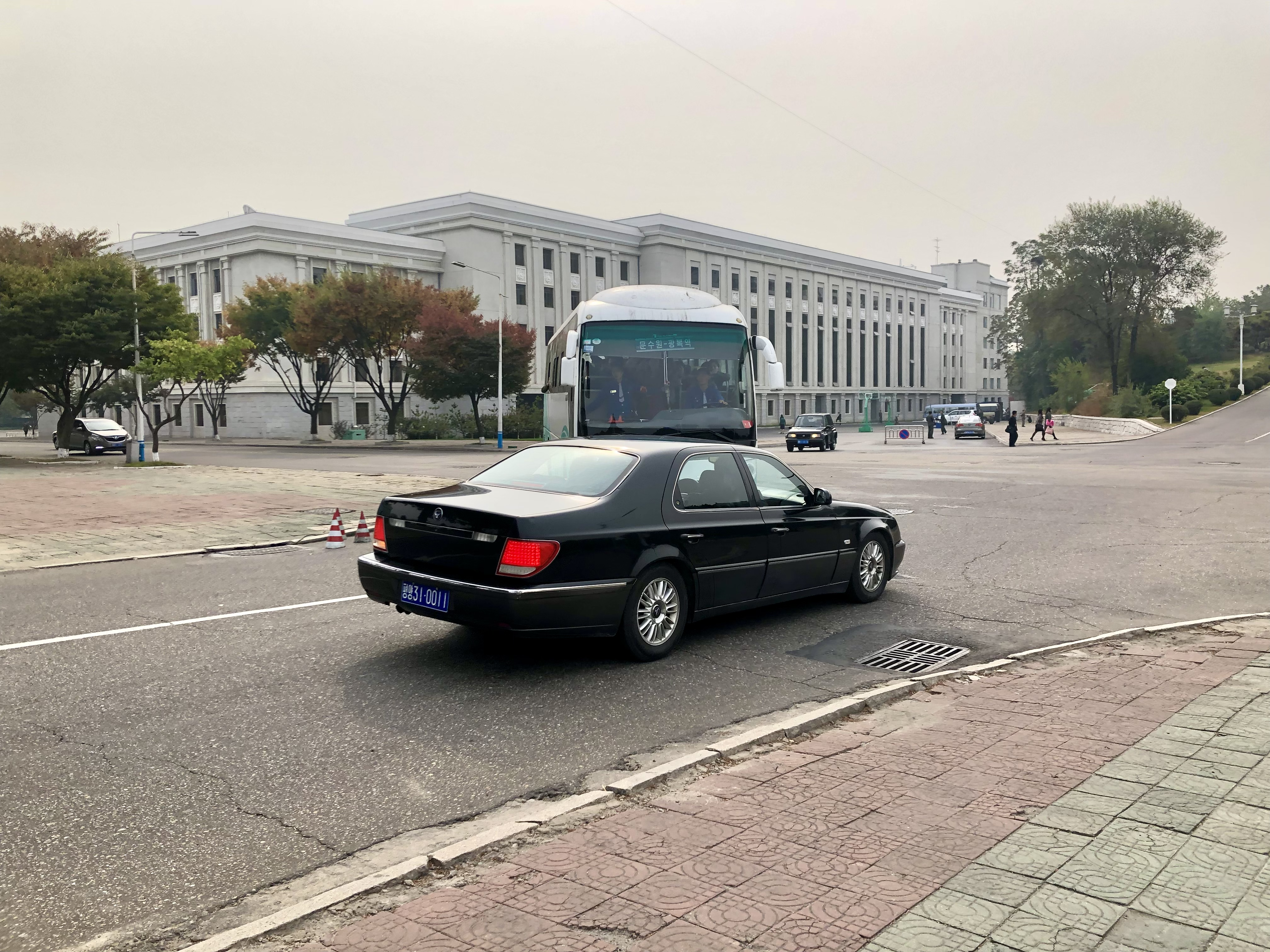
평화자동차 준마 후측면
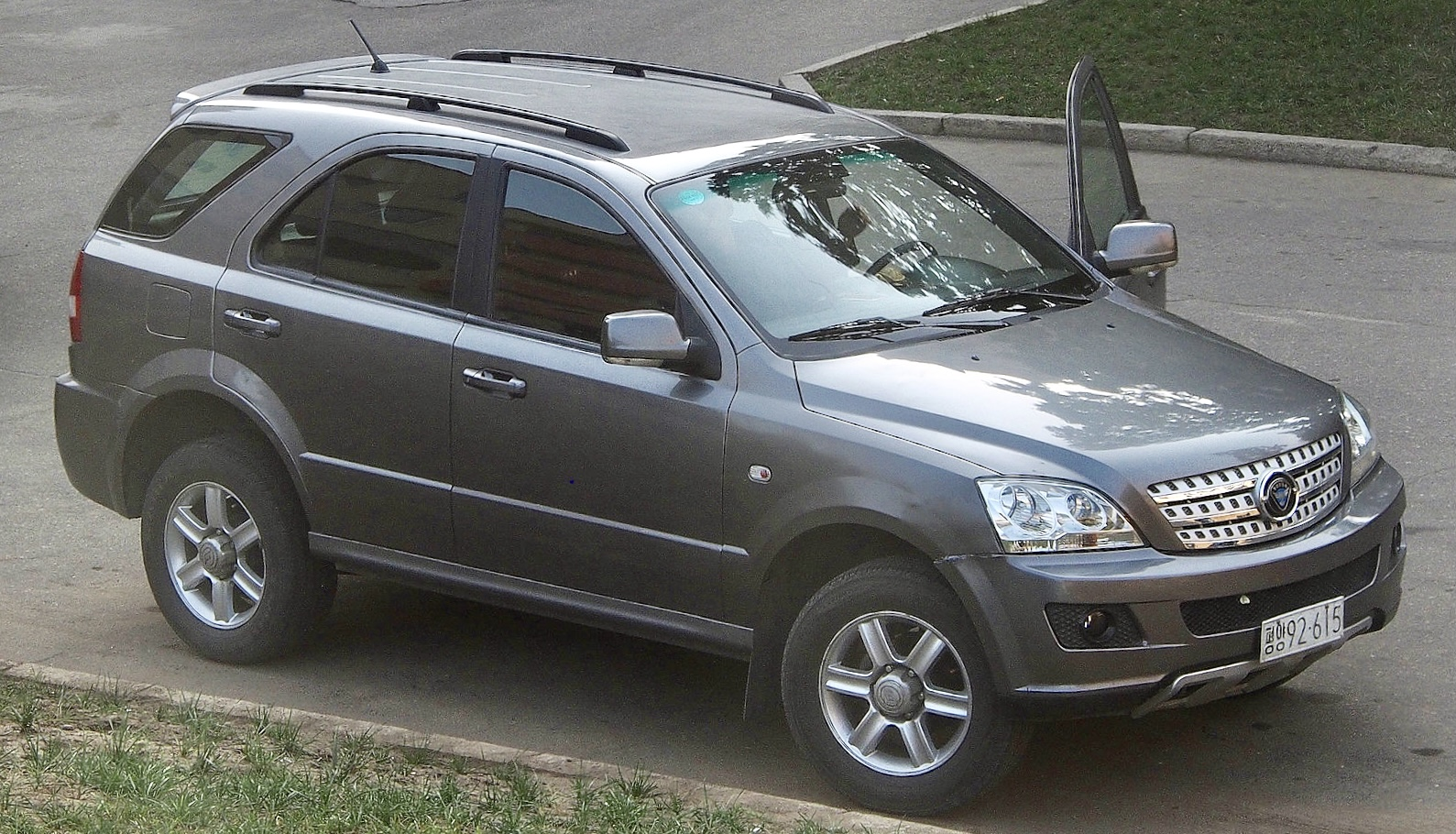
평화자동차 뻐꾸기 2405 정측면
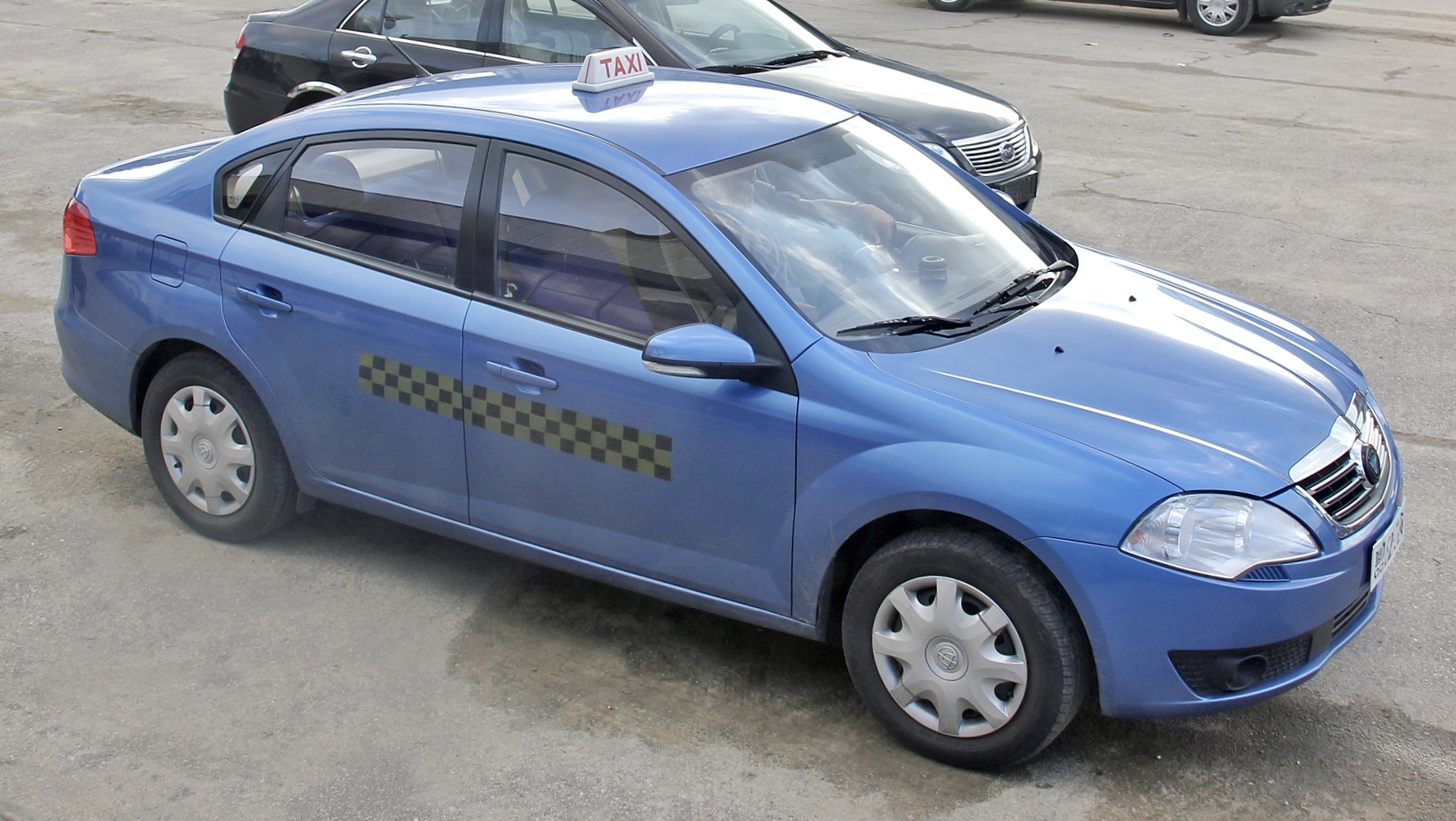
평화자동차 휘파람 III 택시
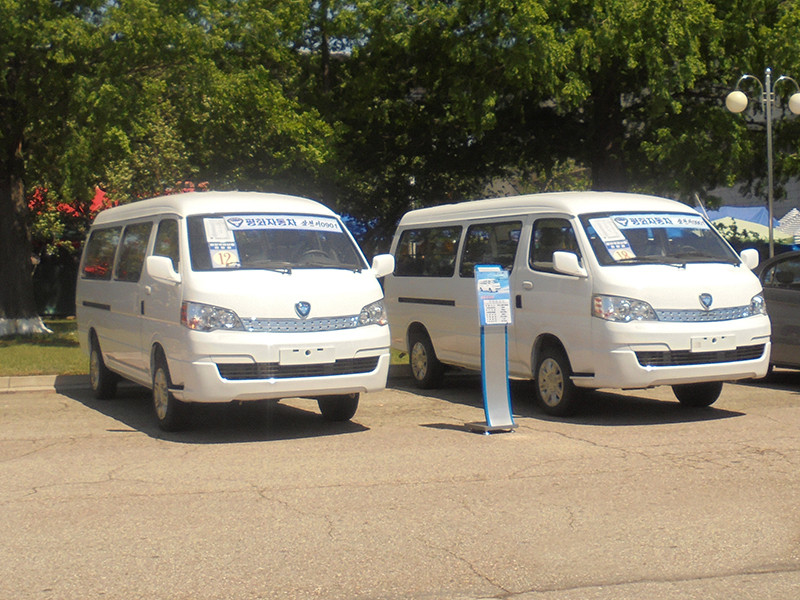
평화자동차 삼천리 0901 정측면

## 광고
조선민주주의인민공화국 내에서 광고를 하는 유일한 업체이다. 자동차 생산 능력이 있음을 보여 주는 광고가 대부분이다. 광고 대상층은 평양의 고소득 직종이지만, 한 잡지에서는 경제적으로 발전하고 있음을 알리는 선전 광고로 사용되기도 한다고 지적하였다.

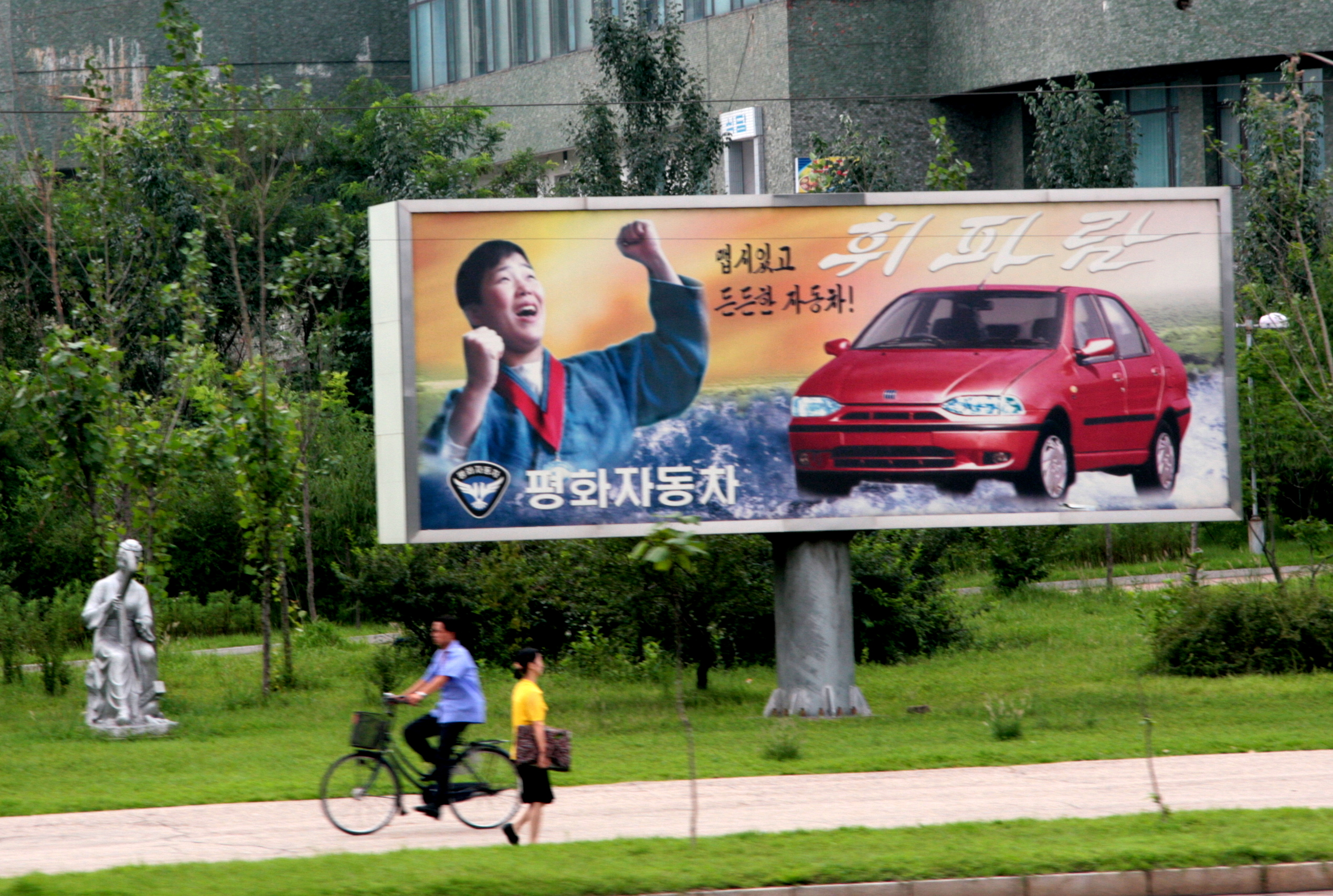
평화자동차 휘파람 간판
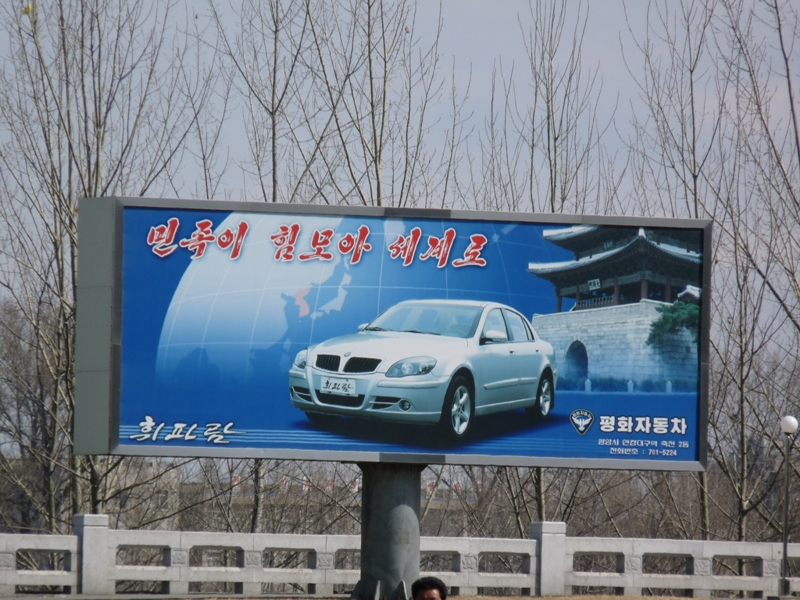
평화자동차 휘파람 II 간판
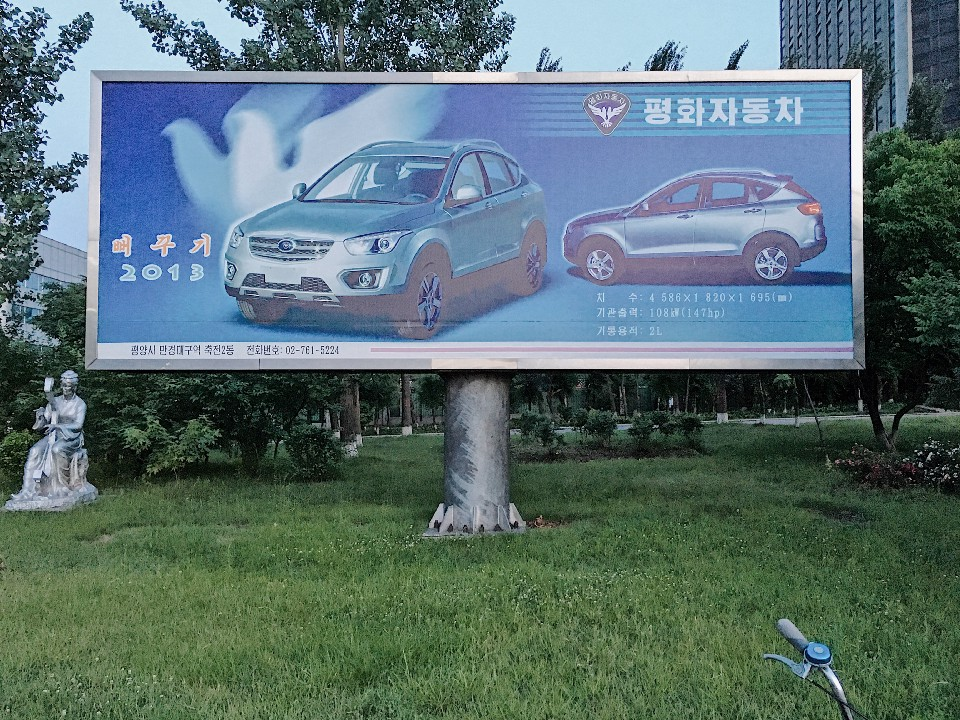
평화자동차 뻐꾸기 2013 간판

## 운영권 양도
- 2013년 현재 평화자동차의 운영권은 신한국가정연합이 조선민주주의인민공화국 정부에 양도하였다.[1][2]

## 평화 자동차 종합 공장 남포 공장
현재 평화 자동차 종합 공장은 남포에 위치를 하고 있으며 현재 평화 자동차는 생산을 담당하고 있는 곳임을 알수가 있다.
그리하여 북한은 현재 평화 자동차 회사로부터 회사를 양도 받아 군수용 물품을 생산하고 있을 것으로 관측이 되고 있고 특히 생산하는 물품도 전부 컨베이어 방식으로 생산을 하고 있음을 알수가 있다.
그리고 북한은 현재 평화 자동차 종합 공장은 금평 자동차 종합 공장 그리고 삼흥 자동차 종합 공장, 평운 중성 자동차 종합 공장과 같이 현재 합영을 하였던 회사로 유명한 공장이었음을 알수가 있다.

## 같이 보기
- 오라스콤 그룹(이집트)